# 猶予
| ウィキペディアには「猶予」という見出しの百科事典記事はありません（タイトルに「猶予」を含むページの一覧/「猶予」で始まるページの一覧）。 代わりにウィクショナリーのページ「猶予」が役に立つかもしれません。 |